# 乌兹伯伊水道

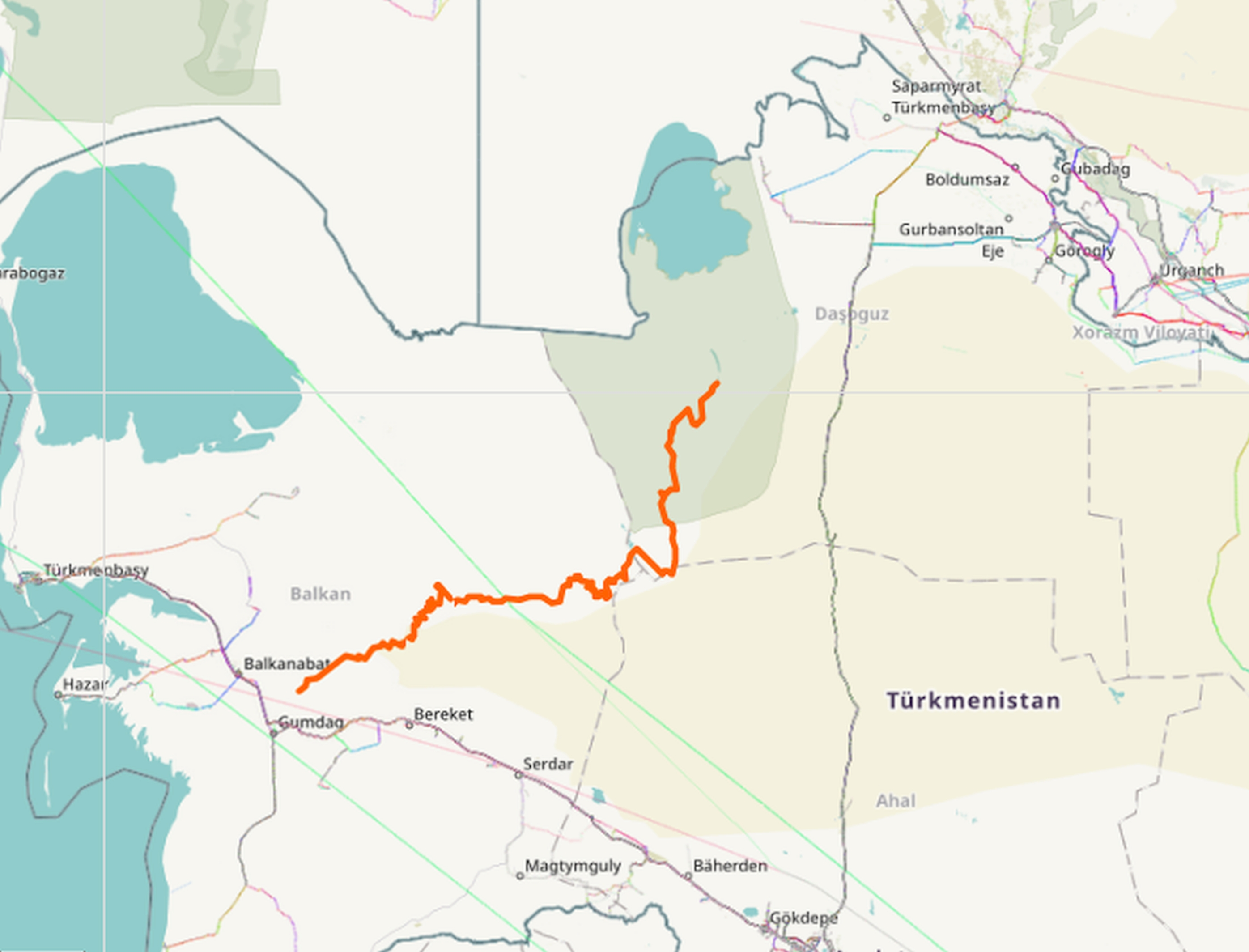
现今的乌兹伯伊水道

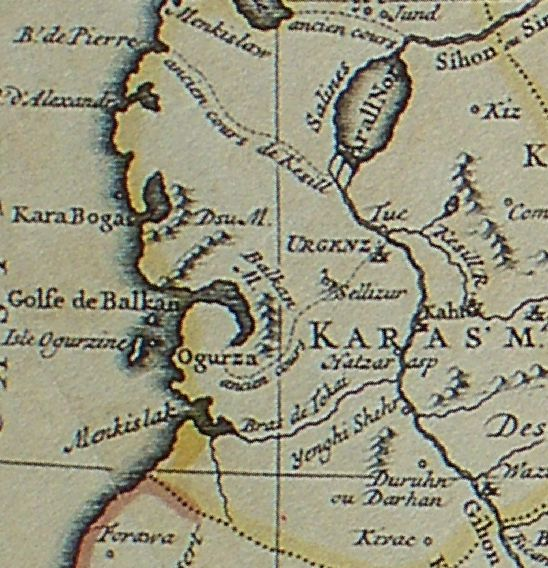
1734的法国人绘制的地图中，乌兹伯伊水道从阿姆河流入里海。图中还绘出了希瓦汗国的边界。

乌兹伯伊水道（Özboi）是历史上穿过土库曼斯坦西北部的阿姆河的一条支流，在17世纪短时间内干涸，也为其沿岸蓬勃发展的农业画上了句号。
乌兹伯伊水道长约750（470英里），从阿姆河的一处分支开始，通过萨雷卡梅什湖流入里海。 水道沿岸的文明最晚从公元前5世纪兴起，持续至17世纪。之后，乌兹伯伊水道迅速干涸，导致沿岸的部落被迅速分散开，幸存者成为沙漠中的游牧民。如今，这条水道留下了一条干涸的河道和众多考古遗迹。
火星上的乌斯钵谷（Uzboi Vallis）以这条河的名字命名。